# Zisterzienserritus
Der Zisterzienserritus findet seinen Ausdruck in Liturgie, Disziplin und Eigenrecht des Zisterzienserordens.

## Grundlagen
Der Eigenritus der Kirche von Cîteaux und aller monastischen Gemeinden, die sich auf sie zurückführen, ist entstanden, als die Gründer des Novum Monasterium die Grundvollzüge ihres Mönchslebens neu ordneten und ihrer Lebensweise anpassten. Sie entwickelten die benediktinischen Gebräuche weiter, die sie aus dem Kloster Molesme mitgebracht hatten. Das waren vor allem die lokalen Traditionen und die benediktinischen Gewohnheiten des ausgehenden 11. Jahrhunderts.
Deshalb können die Grundlagen des Zisterzienserritus für die eucharistische Liturgie auf die damals im südöstlichen Teil des heutigen Frankreich gültige Form des römischen Ritus mit einer Reihe von Eigenelementen zurückgeführt werden. Das Stundengebet wurde in der liturgischen Ordnung der Regula Benedicti gefeiert, allerdings mit allen Elementen, die durch die zeitliche Distanz und die Überlieferung hinzugekommen waren. Als reformorientierte Mönche wollten die Zisterzienser Überkrustungen und Missstände im monastischen Leben ausmerzen. Deshalb waren sie bemüht, ihr liturgisches Leben mit den Vorgaben der Benediktsregel in Einklang zu bringen. Wo das nicht mehr möglich war, wollten sie diese in möglichst authentischer Form wiederherstellen, was sie, dem Wissensstand der damaligen Zeit zufolge, in Mailand und Metz als Ausdruck benediktinischer liturgischer Quellen zu finden meinten.
Das Kalendarium der Zisterzienser, ebenfalls wichtiger Bestandteil des Ritus, baute auf diese Verzahnung von liturgischer Realität und Überlieferung auf, indem es der Traditionslinie von Molesme folgte, ohne jedoch die Bedürfnisse der Mönchsgemeinde von Cîteaux aus den Augen zu verlieren. Das frühe Kalendar kennt nur relativ wenige Heiligenfeste und eine sehr bescheidene Abstufung des Festranges – de facto gibt es nur Feste mit zwölf Lektionen und Heiligenkommemorationen. Wo sich Kalendar und Disziplin verzahnen, also vor allem bei den Fest- und Fastenzeiten, greifen die Zisterzienser auf die alten monastischen Überlieferungen zurück. Gleiches gilt für die persönliche Frömmigkeit der Mönche. Die Vorgaben, die im Laufe des ersten zisterziensischen Jahrhunderts in den Gebräuchen, den Ecclesiastica Officia, gesammelt und aufgezeichnet werden, sind Ausdruck einer selbstbewussten und konservativen Haltung, die sich bewusst ist, dass der Ausdruck des liturgischen Lebens auch Ausdruck der Orthodoxie ist.
Das Eigenrecht im Zisterzienserorden wird bestimmt durch die monastischen Traditionen, die Weisungen der ersten Äbte von Cîteaux und die Beschlüsse der Generalkapitel, die bis heute „gesetzgebendes“ Organ sind.

## Die Entwicklung der Messliturgie im Zisterzienserorden

### Geschichte
Die Mönche des neu gegründeten Klosters Cîteaux übernahmen für die Feier der Eucharistie in erster Linie den Ritus, dem sie auch in Molesme gefolgt waren. Deshalb ist es nicht schwer, die Quellen der zisterziensischen Messliturgie aufzuzeigen, handelt es sich doch im Wesentlichen um den Ritus der Diözese von Langres, zu der Molesme gehörte, und dann um den der Diözese von Châlon, in deren Gebiet das novum monasterium lag. Fulgence Schneider zählte ihn in seiner Studie zum Messritus der Zisterzienser zum gallo-römischen Ritus, der in seiner Grundsubstanz zwar römisch war, doch nicht wenige altgallikanische Elemente enthielt. Außerdem war die Messliturgie der Zisterzienser nicht unveränderlich. Schon in den ersten fünfzig Jahren nach der Gründung von Cîteaux wurde zumindest eine größere Reform innerhalb der Liturgie initiiert, die 1147 ihren Abschluss fand. Die Texte und Melodien, die in den liturgischen Büchern gebraucht wurden, waren bei dieser Liturgiereform, bei der Bernhard von Clairvaux maßgeblich beteiligt war, gründlich überarbeitet und ergänzt worden. Aber auch der Ritus der Eucharistiefeier selbst blieb nicht unangetastet. Beispielsweise kennen die Ecclesiastica Officia der Handschrift Dijon 114, eines Textzeugen, geschrieben nach 1175, die Altarinzens zu Beginn der eucharistischen Liturgie nicht mehr, den frühere Ausgaben noch ausführlich beschreiben. Diese Weiterentwicklung zieht sich durch alle folgenden Jahrhunderte. An entsprechender Stelle werden die wichtigsten Änderungen im Messritus angesprochen und, wenn möglich, auch geschichtlich eingeordnet.
Schon im 16. Jahrhundert wurde offensichtlich, dass viele Priestermönche den römischen Ritus ihrem eigenen zisterziensischen vorzogen. Obwohl noch das Konzil von Trient (1545–1563) die Eigenriten bestätigt hatte, konnten die Generalkapitel des 17. Jahrhunderts nur noch teilweise verhindern, dass das Missale Romanum auch in den Klöstern des Ordens gebraucht wurde. Die neu herausgegebenen Messbücher ab 1657 waren im Grunde Ausgaben des Missale Romanum mit kleinen zisterziensischen Adaptationen, die vor allem bestimmte Messformulare und kleinere Rubriken betrafen. Nur wenige Klöster des Ordens (so vor allem in Spanien) hielten sich noch bis in die erste Hälfte des 19. Jahrhunderts an den alten zisterziensischen Messritus. Bis etwa um die Mitte des 20. Jahrhunderts wurde dieser liturgische Standard gehalten. Doch eingehende Studien und intensive Beschäftigung mit den Ursprüngen des Ordens und seiner Liturgie veranlassten verschiedene Ordenswissenschaftler dazu, nach Möglichkeiten zu suchen, den alten Zisterzienserritus der Eucharistiefeier wiederzubeleben. In einzelnen Klöstern des Ordens, so in Boquen und Hauterive, fand daher ein rekonstruierter Ritus Verwendung.
Die Liturgiereform der römischen Kirche machte diesen Versuchen ein Ende. Mit der Approbation des neuen Rituale Cisterciense wurde der reformierte Zisterzienserritus offiziell bestätigt.

### Die zisterziensische Eucharistiefeier bis 1688

#### Der Messordo und seine Grundstruktur im 12. Jahrhundert
Der zisterziensische Messordo war schon zu Beginn seiner Existenz im 12. Jahrhundert kein monolithischer Block. Sein Aufbau variierte leicht in den ersten siebzig Jahren seiner Existenz, was vielleicht auf regionale Gebräuche zurückzuführen ist.
Das 53. Kapitel der Ecclesiastica Officia im Musterexemplar der Handschrift Dijon 114 in der dortigen Bibliothèque Publique Municipale, das aus der Abtei Cîteaux stammt und wohl nach 1175 geschrieben wurde, beschreibt den Ablauf einer Festmesse an Tagen mit zwölf Lesungen. Dem Priestermönch assistieren ein Diakon und ein Subdiakon. Das Anlegen der liturgischen Gewänder ist schon Bestandteil der vorbereitenden Riten; allerdings geht der eigentlichen Eucharistiefeier der Klostergemeinde an Festtagen das Stundengebet der Terz voraus. Deshalb bekleiden sich die Zelebranten nur mit Albe, [Zingulum] und Manipel. Der Priester legt außerdem die Stola an. Dann beginnt die Vorbereitung des Altarraums durch Diakon und Subdiakon. Den Altar selbst bekleiden vier Tücher; das sogenannte sudarium oder auch chrismale, ein Wachstuch in den Maßen der Altarmensa, liegt unter diesen Tüchern. Nach einer Venia der Altardiener an der Altarstufe, bei der sie mit den Knöcheln der Hände den Boden berühren, legen sie das Evangeliar auf das mit einem Tuch bedeckte Analogium (Ambo) und das Messbuch auf die rechte Seite des Altars. Links deponieren sie das Kelchtuch (zum Reinigen des Kelches) unter dem Altartuch, wobei wohl das oberste gemeint ist. Die EO sprechen an dieser Stelle von den Opfergaben, also von Brot und Wein. Sie nennen sie benedicta. Diese Ausdrucksweise ist bemerkenswert: Die liturgische Tradition sieht in den für die Eucharistiefeier bestimmten Gaben schon geheiligte Opfergaben, die nicht mehr dem profanen Bereich zugehörig sind. Daraufhin bereiten Diakon und Subdiakon die Kredenz seitlich des Altars vor, indem sie Kelch (und Patene), sowie Korporale und Offertoriumsvelum richten. Letzteres dient zur Verhüllung der Hände bei der Gabenbereitung am Altar durch den Diakon oder Subdiakon. Diese sehen nun noch nach den Zelebrantensitzen im Altarraum und bereiten die Piscina, das liturgische Waschbecken, vor, wohl indem sie alles Nötige zu den liturgischen Waschungen bereitlegen. Das Stundengebet der Terz feiern alle Zelebranten von ihren Sitzen im Altarraum aus mit. Nach deren Ende werden die beiden Altarkerzen angezündet, die rechts und links vom Altar auf dem Boden stehen. Der Priester zieht das Messgewand an und wäscht sich die Hände. Der Diakon nimmt seine Stola, und sowohl er als auch der Subdiakon waschen sich ebenfalls die Hände.
Den eigentlichen Beginn der Eucharistiefeier bildet der Einzug der Zelebranten. Beim Eingangsgesang, dem Introitus, verlassen sie hintereinander die Sakristei und warten vor einem Seitenaltar, bis der Kantor die Doxologie des Introitus anstimmt. Dann verneigen sie sich, gehen weiter und treten an die Altarstufe, wo sie sich wiederum verneigen und zum Altar hinaufsteigen. Der Priester geht zwischen dem rechts stehenden Diakon und dem links stehenden Subdiakon hindurch, während diese beiden sich zum Priester hin verneigen, der direkt zum Altar hinaufsteigt. Priester und Altardiener verrichten nun verneigt das Gebet, wie es lapidar heißt. Aus dem Zusammenhang der Gebräuche lässt sich schließen, dass es sich hier wohl um das Vaterunser handelt.
Der Priester küsst darauf den Altar und macht das Kreuzzeichen, dem sich auch der Diakon anschließt, worauf dieser die linke Altarseite küsst. Es folgt nun an der Altarstufe das Schuldbekenntnis. Rechts und links vom Priester stehen Diakon und Subdiakon, die nach dem Priester ihre Schuld bekennen. [In einer älteren Handschrift (Trient 1711, entstanden wohl zwischen 1130 und 1135) folgt hier eine Altarinzens, die der Priester vollzieht. Er inzensiert den unteren Altarbereich in der Mitte dreimal, dann den mittleren dreimal, dann den oberen dreimal. Oben, also im Bereich der Altarmensa, dreimal in der Mitte, dreimal rechts und dreimal links.] Hierauf geht der Priester wieder zum Altar, wo auf der rechten Seite das Messbuch liegt. Für die Altardiener ist nun der Zeitpunkt gekommen, wo sie die Proskomidie vollziehen können. Allerdings bemerken die Vorschriften hier ausdrücklich, dass vor dem Dominus vobiscum (zur collecta, dem heute sogenannten Tagesgebet) des Priesters genug Zeit bleiben muss, um die Opfergaben vorbereiten zu können. Diese Vorbereitung geschieht folgendermaßen: Der Diakon, dem der Subdiakon assistiert, legt zuerst das Korporale (zusammengefaltet) auf den Altar. Dann spült er in der Piscina den Kelch innen mit Wasser aus, legt das (ungesäuerte) Brot auf die Patene und gießt Wein in den Kelch. Wenn der Priester im Verlauf dieser Zeit frei ist, reichen ihm Diakon oder Subdiakon das Kännchen mit Wasser, damit er davon etwas unter den Wein mischt. Den Kelch bedeckt der Diakon mit der Patene; diese vorbereiteten Opfergaben umhüllt er schließlich mit dem Offertoriumsvelum; dann verlässt er rechts die Altarstufe.
Zum Gloria steht der Diakon hinter dem Priester. Dort steht er auch zum Einleitungsdialog der collecta, denn wenn der Priester zum Gruß die Hände ausgebreitet hat, muss der Diakon durch ein leichtes Anheben des Messgewandes am hinteren Saum den Faltenwurf wieder richten, damit der Priester sich ungehindert bewegen kann. Zu dieser Oration verneigen sich alle, der zelebrierende Priester ausgenommen. Nach der letzten Oration (an vielen Tagen konnten mehrere liturgische Gedächtnisse zusammenfallen, die jeweils eigene Orationen hatten) singt der Subdiakon in der Mitte des Altarraums vor der Altarstufe die Epistel. Hier leistet er auch die Genugtuung, das heißt, er berührt mit den Knöcheln der Hände den Boden, wenn er bei der Epistel einen Fehler macht. Falls zu wenige Sänger im Mönchschor anwesend sind, kann der Subdiakon die Sänger verstärken, indem er sich zu ihnen stellt.
Der Diakon bereitet sich nun auf die Verkündigung des Evangeliums vor. Dazu bittet er den Abt, oder in dessen Abwesenheit den am Altar stehenden Priester, um den Segen (Dominus sit in corde et in ore tuo ut digne annunties Evangelium Christi) und tritt an das Analogium. Das Evangelium wird nach Norden hin verkündet und bei den Worten Gloria tibi Domine machen alle das große Kreuzzeichen und wenden sich dem Evangelium zu. Auch der Diakon leistet nach dem Evangelium Genugtuung, wenn er einen Fehler gemacht hat. Dann küssen Priester und Diakon das Evangelium und letzterer legt das Buch unter das Tuch auf dem Analogium.
Es folgen das Credo oder direkt die Überleitung zur Zurüstung des Altars. Der Diakon faltet nun das Korporale in der Mitte des Altars auseinander; es ist in der Breite dreimal gefaltet und in der Höhe viermal. Er bedeckt die Hände mit dem Offertoriumsvelum und nimmt mit der Linken den Kelch und mit der Rechten die Patene, die er so dem Priester überreicht, dem er danach die Hand küsst. Der Priester stellt sie neben das Korporale auf den Altar und überlässt dem Diakon die Bereitung. Dazu legt er das Offertoriumsvelum auf den Altar, stellt den Kelch auf der zweiten Falte des Korporale ab und legt das Brot vor den Kelch. Über beides schlägt er von hinten den rückwärtigen Teil des Korporale. Offertoriumsvelum und Patene legt er schließlich auf der Kredenz ab. Es folgt die Inzens der Opfergaben. Dazu nimmt zuerst der Priester das Rauchfass, schwingt es einmal um den Kelch, inzensiert den Altar einmal rechts, einmal links und einmal vorne. Dann gibt er das Rauchfass an den Diakon weiter, der die Inzens beendet, indem er zweimal die rechte Seite des Altars inzensiert, dann zweimal das Kreuz, und schließlich den Altar hinten umkreist, um die linke Seite analog zu inzensieren. Zwischenzeitlich wäscht sich der Priester die Hände. Es folgt das orate fratres des Priesters, auf das wohl keine Antwort der Mitfeiernden folgt. Während des folgenden Gabengebets waschen sich auch Diakon und Subdiakon die Hände. Nach dem (oder den) Gabengebet(en) tritt der Diakon hinter den Priester und bleibt dort bis zum Vaterunser stehen. Der Subdiakon nimmt die mit dem Offertoriumsvelum verhüllte Patene in seine Hände; dann stellt er sich hinter den Diakon.
Der Einleitungsdialog der Präfation zwischen Priester und Gemeinde zeichnet sich durch eine Besonderheit aus, die in den EO nicht genannt wird: nach Bernhard von Clairvaux erhebt der Priester bei den Worten Sursum corda seine ausgebreiteten Arme zum Himmel. Bernhard deutet das in seiner Predigt vor den Mönchen so, dass jene in Anlehnung an die Arme des Priesters auch ihre Herzen zum Himmel erheben sollen. Es folgt nach der Präfation der römische Messkanon. Um den Kelch nach den Worten über das eucharistische Brot etwas zu erheben, umfasst der Priester ihn mit dem Korporale, das ja noch immer die Opfergaben verhüllt. Eine Erhebung der eucharistischen Gestalten nach den Einsetzungsworten kennt der Ritus noch nicht, ebenso fehlt die römische Kniebeugung, die an dieser Stelle auch nicht durch eine Verneigung ersetzt wird. Der Priester küsst den Altar einmal während des Messkanons, bei den Worten ex hac altaris participatione (durch diese Teilnahme am Altar), während er wiederholt die Opfergaben oder sich selbst bekreuzigt. Gegen Ende des Kanons betritt der Diakon die Altarstufe an der rechten Seite, küsst den Altar, und hilft dem Priester mit seiner rechten Hand, die eucharistischen Gestalten zu enthüllen, während der Priester Gleiches auf der linken Seite tut. Nach der Doxologie verhüllen beide den Kelch wieder und der Diakon tritt erneut hinter den Priester.
Während des Vaterunsers reicht der Subdiakon dem Diakon die enthüllte Patene, küsst ihm die Hand und tritt nach rechts. Der Diakon reicht sie dem Priester und küsst ihm ebenfalls die Hand. Nach dem Vaterunser legt der Priester die Hostie/n auf die Patene und bricht beim Embolismus die Priesterhostie über dem Kelch in drei Teile. Mit dem Hostienteil in seiner rechten Hand macht er im Kelch beim Friedenswunsch drei Kreuzzeichen, spricht dreimal Agnus Dei und ein Stillgebet und senkt diesen Teil der Hostie in den Kelch. Es folgt der Friedenskuss, den bei den Zisterziensern nur die Kommunikanten empfangen, ein Gebet und die Kommunion des Priesters mit einem Drittel der dreigeteilten Hostie.
Nach der Kommunion stellt er die Patene mit den übrigen Hostien an die rechte Ecke des Altars. Gegebenenfalls, das heißt sonntags und am Gründonnerstag, erneuert er an dieser Stelle die eucharistische Reserve in der Hängepyxis über dem Altar. Diakon und Subdiakon kommunizieren daraufhin mit dem verbliebenen Drittel der Priesterhostie und gehen hinter dem Altar her zur linken Seite, um am dort befindlichen Kelch zu kommunizieren. Wenn viele aus der Klostergemeinde zur Kommunion gehen, benutzen Subdiakon und alle ihm nachfolgenden Kommunikanten ein Kommunionröhrchen. Ist die Zahl der Kommunikanten sehr hoch, kann der Diakon aus einem Kännchen (unkonsekrierten) Wein in den eucharistischen Kelch nachgießen, der sich mit der konsekrierten Gestalt des Weins vermischt. Jeder Kommunikant erhält nach der Kommunion am östlichen Eingang zum Mönchschor einen Schluck Ablutionswein, mit dem er den Mund nachspült. Nach der Kommunion geht der Subdiakon von hinten an die rechte Altarseite und gießt dem Priester Wein in den Kelch, der sich darin die Finger reinigt. Es folgen spezielle Riten zur Reinigung der Finger und Gefäße. Der Priester betet schließlich an der rechten Altarseite das Schlussgebet und spricht den Entlassungsruf. Einen Schlusssegen kennt der Zisterzienserritus nicht.
Der Diakon nimmt daraufhin sofort Kelch und Patene vom Altar und trägt sie zur Kredenz. Dort reinigt er die liturgischen Gefäße mehrere Male mit Wein. Wohl währenddessen verneigt sich der Priester in der Mitte vor dem Altar. Dabei spricht er ein Gebet, vielleicht das Placeat tibi sancta Trinitas (Möge es Dir, heilige Dreifaltigkeit, gefallen). Dann küsst er den Altar und macht das Kreuzzeichen, verneigt sich und geht mit herabgelassenem Messgewand hinaus. Wenn Diakon und Subdiakon mit der Reinigung der Gefäße fertig sind, gehen sie ihm voraus. In der Sakristei legen alle die liturgischen Gewänder ab. Der Priester geht dann an die Altarstufe zurück, wo er eine venia vollzieht, also die tiefe Verneigung, bei der die Hände den Boden berühren. An Werktagen hingegen verneigt er sich so tief, dass die Knie und die Knöchel der Hände den Boden berühren.
Diese sehr ausführliche Beschreibung des zisterziensischen Messordo an Festtagen gibt die Grundstruktur der eucharistischen Liturgie wieder. Je nach Festgrad und Festzeit kann die Eucharistie auch nur mit einem Altardiener, also Diakon oder Subdiakon, gefeiert werden. Aller Feierlichkeit entblößte Messen (die sogenannten missae privatae – von privare = befreien von, berauben) in den Seitenkapellen kennen einen ebenfalls leicht modifizierten Ritus.

### Der Zisterzienserritus und der römische Ordo Missae nach 1970
Das Zweite Vatikanische Konzil hatte eine grundlegende Überarbeitung des Missale Romanum eingefordert. Diese Neubearbeitung des römischen Messbuchs war eine Herausforderung für die Liturgiekommission des Zisterzienserordens OCist und OCSO. Diese Kommission erarbeitete eine eigene Institutio generalis Missalis cisterciensis, also einen lateinischen Einführungstext zum Zisterziensermessbuch, der ausführlich und fundiert in den zisterziensischen Messritus einführen wollte. Die zuständige römische Kommission legte den Verantwortlichen des Ordens jedoch nahe, auf eine eigene Institutio zu verzichten und stattdessen ein revidiertes Rituale Cisterciense herauszugeben. Dieses neubearbeitete Zisterzienserrituale, das eher eine Ergänzung zu den Vorgängerausgaben bis 1974 darstellt, konnte 1998 erscheinen. Darin werden den Zisterziensern u. a. folgende Eigenriten im Messordo zugestanden:
1. Die tiefe Verneigung anstelle einer Kniebeugung, wo immer letztere im römischen Ritus vorgeschrieben ist.
2. Das große Kreuzzeichen bei der Verkündigung des Evangeliums.
3. Der Brauch, bestimmte Riten schweigend zu vollziehen, so z. B. den Kuss des Evangelienbuchs, die Darbringung der Gaben und die Händewaschung.
4. Der alte Brauch, Wein und Wasser im Kelch vorzubereiten, bevor er zum Altar gebracht wird (die Proskomidie).

## Der Zisterzienserritus im Stundengebet

### Von den Anfängen bis zum Jahr 1969
Für die Stundengottesdienste hielt man sich in Cîteaux und in allen Klöstern des Ordens an die Vorgaben der Benediktsregel, die die Verteilung der Psalmen auf die sieben Tage einer Woche (von Sonntag bis Samstag) und bestimmte liturgische Abläufe regelt. Die Carta Caritatis sah zudem vor, dass in allen Abteien der Zisterzienser die gleichen Gebetszeiten aus den gleichen Büchern gefeiert wurden, damit Mönche, die ein anderes Kloster besuchten, ohne Probleme an den Gottesdiensten teilnehmen konnten.
Die Texte und Melodien der Hymnen, Antiphonen, Responsorien und Versikel waren hingegen Gegenstand zahlreicher Reformen, als deren wichtigste jene des dritten Abtes von Cîteaux, Stephan Harding, gilt. Diese Reform, die zeitlich nicht exakt eingeordnet werden kann (Stephan Harding starb 1134 in Cîteaux), änderte den Gottesdienstordo Molesmenser Prägung, indem sie sich auf den Wortlaut der Benediktsregel berief: Diese sieht beispielsweise Ambrosianische Hymnen vor, weshalb das zisterziensische Hymnar nach dem Vorbild der Mailänder Kirche neugestaltet wurde. Die Bibelrevision des Abtes Stephan Harding floss ebenfalls in die gottesdienstlichen Bücher von Cîteaux ein, da ihre Texte nunmehr in Gottesdienst und Liturgie Verwendung fanden. Neben dem Bemühen um authentische Texte trat auch die Sorge um gute musikalische Grundlagen des Chorals. Daher wurden aus Metz, einem bekannten Zentrum des Chorals, neue – wie man dachte: authentischere – Melodien angefordert. Eine zweite große Reform, die etwa 1147 abgeschlossen wurde, musste hingegen zahlreiche Elemente der ersten rückgängig machen oder grundlegend überarbeiten.
Im Laufe der folgenden Jahrhunderte legten die Generalkapitel in zahlreichen Beschlüssen Änderungen und Erweiterungen fest, die schrittweise in die liturgischen Bücher des Zisterzienserritus eingearbeitet wurden. Markante Punkte waren die Einführung des marianischen Offiziums und die Erweiterung der ursprünglichen zwei Festränge (12 Lektionen und Kommemoration) auf mehrere Festgrade (Sermo-Feste, Tage mit zwei Messen, 3 Lektionen und Messe, Kommemoration).
Mit der Einführung des Buchdrucks konnten erstmals mehrere identische Exemplare einer Vorlage hergestellt werden. Die Zisterzienser bedienten sich dieser neuen Technik, um sie sich in ihrem Bestreben nach Uniformität zunutze zu machen. Schon sehr früh ließ der Abt von Cîteaux liturgische Bücher des Ordens drucken. Schon 1545 wurde das notierte Zisterzienseroffizium vollständig in einer Druckausgabe zugänglich gemacht.
Ein weiterer Einschnitt waren die Reformen des Abtes Claude Vaussin von Cîteaux, der die liturgischen Strömungen innerhalb des Ordens (nach Maßgabe der Generalkapitel) durch eine Liturgiereform versöhnen wollte. Die unter seiner Federführung unternommenen Annäherungen an den römischen Ritus in Stundengebet und Messliturgie sicherten zwar den Fortbestand des Zisterzienserritus, vermischten allerdings die Traditionen in erheblichem Maße. Zeugnisse dieser Reform sind neben dem reformierten Breviarium cisterciense (erschienen in zahlreichen Ausgaben) vor allem das Rituale cisterciense von 1689 (mit Neueditionen 1892 und 1949) und das Missale cisterciense (in vielen Auflagen ab 1657).
Diese Ordnung des Gottesdienstes blieb in ihren Grundzügen bis zur Liturgiereform des römischen Ritus nach 1965 bestehen. Die Generalkapitel der Ordensfamilie, die zwischen 1967 und 1969 zusammenkamen, entschieden schließlich zugunsten einer weniger strengen Uniformität in liturgischen Fragen.

### Die Entwicklung der Liturgia horarum nach 1969
Die ursprüngliche Einheitlichkeit wurde durch die Auflösung des Mutterklosters Cîteaux im Zuge der Französischen Revolution bedroht und ging mit dem Zweiten Vatikanischen Konzil verloren.
Allerdings wurde und wird, entsprechend der großen Bedeutung, die die Gottesmutter für die Zisterzienser hat, nicht nur nach der Komplet, sondern wenigstens auch nach Laudes und Vesper in allen Zisterziensergemeinden eine marianische Antiphon gesungen.

## Der Zisterzienserritus im Leben der monastischen Gemeinde

### Die liturgische Disziplin
Schon die Gründergeneration von Cîteaux bezeichnete die Klostergemeinde als Cisterciensis ecclesia, als Kirche von Cîteaux. Das Leben in einer solchen Gemeinde zisterziensischer Prägung umfasst drei immer wiederkehrende Momente: das gemeinsame, offizielle Gebet, die Lesung und Betrachtung der Heiligen Schrift und die Arbeit. Diese drei Grundbeschäftigungen des Mönchs sind übrigens nicht typisch zisterziensisch oder monastisch, sondern allen Christen gemeinsam. Die liturgische Disziplin der Zisterzienser fügt Gebet, Lesung und Arbeit in einer ganz bestimmten Weise zusammen. Diese typische Verbindung wird zu einem Wesenszug, der sich folgendermaßen charakterisieren lässt:
- Das Leben des Mönchs spielt sich in einem klar umgrenzten Raum ab, der ein Leben in Einsamkeit, Schweigen, Armut, Buße und Gebet gewährleisten soll.[25]
- Die Vorgaben der Benediktsregel[26] und die Gebräuche der Kirche von Cîteaux sollen einheitlich beobachtet werden.

Aus diesen Vorgaben lässt sich ersehen, dass das liturgische Leben nicht nur den Gottesdienst im engen Sinn umfasst, sondern alle Verrichtungen des Mönchs. Am sinnfälligsten wird das dadurch zum Ausdruck gebracht, dass das ganze Kloster domus Dei (Haus Gottes) genannt wird. So wird der Mönch, dem die Aufgabe übertragen wurde, für Licht, Kohle und andere notwendige Dinge während des Tages und der Nacht zu sorgen, als servitor ecclesiae bezeichnet, als Kirchendiener. Auch Küchendiener und Tischleser versehen einen liturgischen Dienst, der in einer eigenen liturgischen Feier übertragen wird. Es fällt auf, dass sich die Klostergemeinde im Versammlungsraum, Kapitelsaal genannt, und im Refektorium, dem Speisesaal, nicht grundsätzlich anders verhält, als sie es im oratorium, also der Klosterkirche, tut. Gleiches gilt auch für die liturgische Disziplin des einzelnen Mönchs. Sein persönliches Gebet wird getragen vom gemeinsamen Gotteslob. Die Fast- und Festzeiten, die körperlichen Haltungen während des Gebets – also das Stehen, das Knien, die venia, die satisfactio, die tiefe Verneigung –, das schweigende Lesen, Betrachten und Arbeiten sind von grundlegender Bedeutung für den Zisterzienserritus. Deshalb werden alle diese Verrichtungen im Rituale Cisterciense beschrieben, einem liturgischen Buch, in dem die liturgischen Vorgaben der Ecclesiastica Officia und der Generalkapitelstatuten zusammengefasst wurden.
Während sich in anderen lateinischen Riten die liturgische Realität auf der Grundlage von zeitbedingten Komponenten kontinuierlich weiterentwickelt hat, konnte der Ritus der Zisterzienser viele Elemente bewahren, die weniger zeitgebunden, dafür aber umso mehr Erbe apostolischer Überlieferung sind. Diese Kontinuität zeigt sich in der Treue zum Detail, vor allem im gemeinsamen Gottesdienst, im persönlichen Gebet und in der monastischen Disziplin. So kennen die Zisterzienser im Gegensatz zum römischen Ritus normalerweise keine einfache Kniebeugung (wobei Ausnahmen die Regel hier bestätigen). Ausdruck höchster Verehrung oder Anbetung ist die tiefe Verneigung. In Treue zu den Vorgaben der ersten Konzilien ist die eigentliche venia mit gebeugten Knien nur an festfreien Wochentagen gestattet. Ähnlich verhält es sich mit den Fastengebräuchen, die sich eng an die frühe liturgische und monastische Tradition anschließen.

### Die Fest- und Fastenzeiten
Das liturgische Leben der Zisterziensergemeinde ist geprägt durch die verschiedenen Zyklen von Jahr, Monat, Woche und Tag. Das Kalendarium regelt die feststehenden Gedenktage und Feste. Es gibt die Fastenzeiten: das monastische Fasten vom 14. September bis Ostern und die Vierzig Tage, die Quadragesima, (eingeleitet durch die etwa dreiwöchige Vorfastenzeit) vom Montag vor Aschermittwoch bis zur Ostervigil. Der vierzigtägigen Fastenzeit schließt sich übergangslos die große fünfzigtägige Festzeit von Ostern an, die mit dem Pfingstsonntag endet. Bestimmte Feste kennen ein vorhergehendes Fasten und eine Oktav, eine achttägige Nachfeier. Jede Woche hat außerdem ihren eigenen Zyklus von Fest- und Fasttagen. Der erste Tag der Woche, der Sonntag, kennt kein Fasten, denn er wird als Herren- oder Auferstehungstag (dominica) gefeiert. Am Mittwoch und Freitag fastet die zisterziensische Gemeinde normalerweise, d. h., dass bestimmte Speisen (und Getränke) nicht auf den Tisch kommen und dass die Mahlzeit sich zeitlich nach hinten verschieben kann. Diese Regelung gilt auch für die oben angeführten Fastenzeiten.
Der Zisterzienserritus zeichnet sich aus durch eine relativ große Treue zu den kirchlichen und monastischen Überlieferungen der ersten christlichen Jahrhunderte. Der klösterliche Tag gliedert sich in die sieben Horen, die Vigilien oder Nachtwachen und die Eucharistiefeier. Alle diese Komponenten können sich je nach Jahreszeit, Wochen-, Fest- oder Fasttag verschieben, wobei heute den Klöstern große Variationsmöglichkeiten eingeräumt sind und jedes Kloster je nach Lage oder Aufgabe den eigenen Rhythmus bestimmen kann.

## Die liturgische Ausstattung

### Die Ausstattung einer Zisterzienserkirche

#### Die Frühzeit des Ordens
Noch in den relativ spät (nach 1175) zusammengestellten Ecclesiastica Officia [EO] ist von der ersten Kirche in Cîteaux die Rede, die als „Kirche mit einem Altar“ bezeichnet wird. Man hat in der ersten Hälfte des 20. Jahrhunderts auf dem Gelände der Abtei Cîteaux diesen ursprünglichen Kirchbau lokalisiert und die Fundamente aufgemauert. Tatsächlich fanden darin kaum mehr als ein Altar und das Gestühl für die Mönche Platz. Obwohl diese einschiffige und klein dimensionierte Kirche eine Ausnahme blieb, beziehen sich die EO an einigen Stellen auf sie. Und tatsächlich ist für das Gebräuchebuch der eine Altar, den es auch magnum altare nennt, Mittelpunkt in einer Zisterzienserkirche. Normalerweise steht dieser Altar frei im Presbyterium, da er umschreitbar sein muss. Das Presbyterium selbst ist um eine oder zwei Stufen über das Kirchenschiff erhöht. Auf einer weiteren Stufe steht der Altar. In die Wand eingelassen sind hier die piscina, eine Art liturgisches Waschbecken, und die Kredenz, auch ministerium genannt. Auf der Ebene zwischen Altarstufe und Kirchenschiff stehen die Sitze für die Zelebranten, also Priester, Diakon und Subdiakon; dann wird dort für die Verkündigung des Evangeliums in der heiligen Messe ein sogenanntes Analogium bzw. Ambo aufgestellt. Hier finden die Kerzenweihe am Fest der Darstellung des Herrn (Lichtmess) und die Aschenweihe am Aschermittwoch statt. In der Ostervigil wird hier die Osterkerze geweiht. Hinter dem Altar steht das Kreuz der klösterlichen Gemeinde, aus Holz gefertigt und mit gemaltem Christuskörper. Es hat bescheidene Ausmaße, da es gleichzeitig das Prozessionskreuz der Gemeinde ist. Zumindest in der Anfangszeit des Ordens war das Altarkreuz die einzige Kreuzesdarstellung im Kloster. Außerhalb der Eucharistiefeier ist der Altar unbedeckt. Ein oder zwei Leuchter aus Eisen stehen neben ihm. An besonderen Festtagen brennen in der Zisterzienserkirche an drei (höchstens aber an fünf) Stellen besondere Lampen, nämlich vor den Stufen des Altarraums, in der Mitte des Mönchschores und im Hinteren Chor.
Der Mönchschor nimmt den Platz im Hauptschiff der Kirche ein, so dass die Zelebranten zur Eucharistiefeier direkt aus der Sakristei an die Stufen des Altarraums ziehen können. Die Sitze des Abtes und des Priors im Westen (der normalerweise geosteten Kirche) und ihrer unmittelbaren Nachbarn sind im rechten Winkel nach Osten eingezogen, so dass sie nach Osten schauen und zwischen Abts- und Priorsitz ein Durchgang nach Westen offenbleibt. Hinter dem abgewinkelten Chorgestühl sind die Plätze für die Kranken eingerichtet, der sogenannte Hintere Chor. Hier steht auch das Analogium oder Lesepult für das Stundengebet, besonders für die Vigilien oder Nachtwachen. Eine relativ hohe Wand, bei den Zisterziensern clausura genannt, schließt die Mönchskirche nach Westen ab. Nur zwei Durchgänge erlauben den Konversen, zur Kommunion in die Mönchskirche zu kommen, und wohl auch die Gottesdienste der Mönche im Blick zu behalten, um sich ihnen im Gebet anzuschließen.
Die Kirche der Konversen hat meistens einen Altar mit der zugehörigen piscina, je nach der baulichen Anlage. Auch die Konversen haben ihr eigenes Gestühl, in dem sie dem Gottesdienst der Mönche folgen können, wenn die Gebräuche das vorsehen.
Im hinteren Teil der Konversenkirche, also ganz im Westen, können die Mitarbeiter des Klosters, die familia an bestimmten Tagen die Gottesdienste mitfeiern. Die Ecclesiastica Officia lassen hier zum Beispiel die Kreuzverehrung für die Gäste und die familia am Karfreitag stattfinden.

#### Die Ausstattung der Zisterzienserkirche nach 1970
Mit der Neufassung und Überarbeitung der liturgischen Bücher des römischen Ritus nach 1965 sah sich auch der Zisterzienserorden vor die Frage gestellt, wie zukünftig die Liturgie und der Gottesdienst in den einzelnen klösterlichen Gemeinden gefeiert werden sollte. Mehrere Generalkapitel befassten sich mit dieser Frage. Das alte Prinzip der Einheitlichkeit wurde aufgegeben zugunsten einer größeren Freiheit, vor allem was die Frage der Liturgiesprache und der konkreten Umsetzung des Zisterzienserritus betraf. Nicht wenige Veränderungen mussten deshalb auch in den Kirchen des Ordens vorgenommen werden, vor allem deshalb, weil die meisten Klöster entweder historische Gebäude waren, oder aber, weil selbst neu errichtete Kirchen den nunmehrigen Ansprüchen (vor allem was die geänderte Stellung des Priesters am Altar und die Mitfeier einer heterogenen Gemeinde betraf) nicht mehr genügten. Bei der Neufassung des Missale Romanum von 1970 zeigte es sich, dass die Bearbeiter Abstand genommen hatten von einer rigorosen Rubrizistik und von liturgierelevanten Formen bezüglich der Ausstattung des Kirchenraums, die sich als zeitbedingt erwiesen hatten. Das kam dem Geist der Zisterzienserliturgie sehr nahe, und so konnten die einzelnen Klostergemeinden an eine grundlegende Umgestaltung ihrer eigenen liturgischen Orte gehen, die bis dahin weitestgehend dem römischen Ritus angeglichen und assimiliert waren. In vielen Kirchen des Ordens verschwanden allerdings damit auch die Reste der zisterziensischen Eigengebräuche, die die Jahrhunderte überlebt hatten. Eine Schwierigkeit war zu überwinden, die bislang in den lateinischen Riten kaum wahrgenommen worden war: die Frage der participatio actuosa. Die Klostergemeinde konnte sich nicht mehr als eine „im Namen der Kirche“ das „Gebet der Kirche“ feiernde abgeschlossene Gruppe definieren, sondern war aufgefordert, die eigenen zisterziensischen Wurzeln wiederzuentdecken, die die klösterliche Liturgie als konstitutives Element von Katechese, Gebet und aktiver Verherrlichung Gottes ansahen. Nicht nur die Sprache hatte mittlerweile diesem Anspruch im Wege gestanden, sondern auf der einen Seite die Klerikalisierung der Mönchsgemeinden und auf der anderen Seite die in den Frauengemeinschaften praktizierten liturgischen Formen. Die Zisterzienserkirchen wurden deshalb unter Einbeziehung der alten Traditionen und der geänderten Zeitumstände für eine Liturgie umgestaltet, die die wesentlichen Elemente der christlichen und besonders monastisch-zisterziensischen liturgischen Überlieferungen berücksichtigt. 

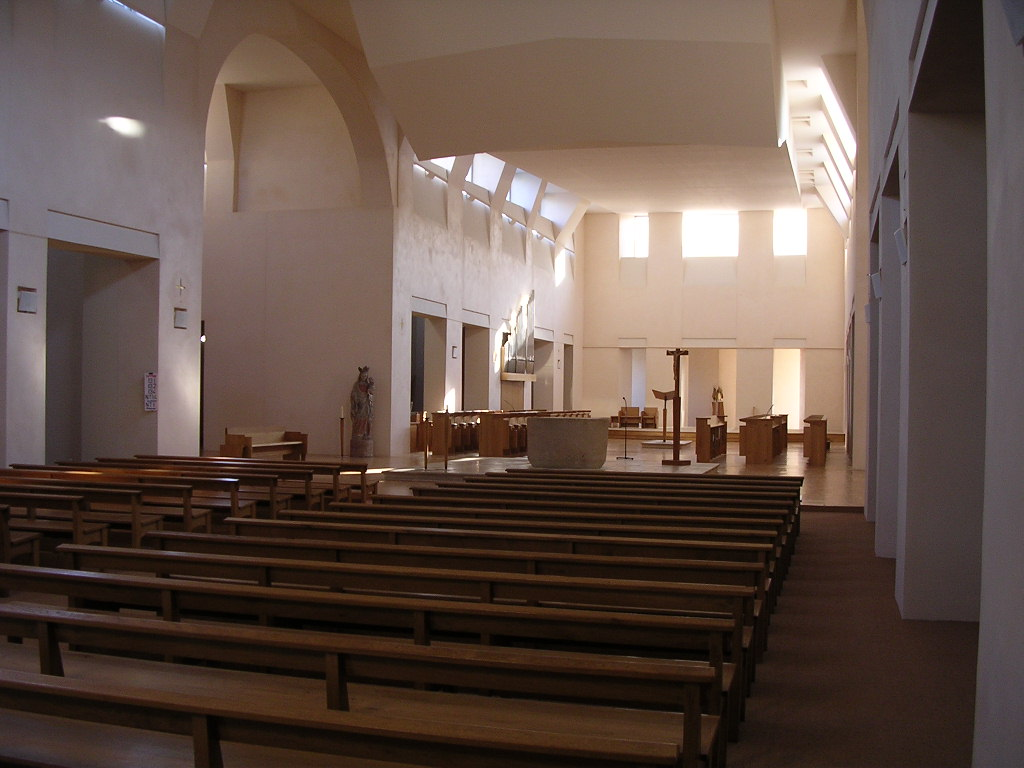
Die Abteikirche von Cîteaux

Dabei wurden unter anderem folgende Punkte besonders in die Überlegungen einbezogen, nämlich
1. wie die Klostergemeinschaft zusammen mit den Gästen und Besuchern das opus Dei feiern kann, ohne durch die räumlichen Gegebenheiten zu sehr eingeschränkt zu sein.
2. wie eine historische Gebäudesubstanz der erneuerten Liturgie angepasst werden kann, ohne dass dieses Gebäude dabei deformiert wird.
3. wie der spezifische Gottesdienst einer Klostergemeinde auch zum Gottesdienst einer Gemeinde von häufig wechselnden Mitfeiernden werden kann, ohne seine wesentlichen Elemente aufgeben zu müssen.
4. wie die Vorgaben des alten Zisterzienserritus in seiner erneuerten Form umzusetzen sind, ohne den Geist der Väter zu vergessen.
5. ob nicht der Zisterzienserritus einige Antworten vorlegt auf Fragen, die die Väter des Zweiten Vatikanischen Konzils gestellt haben.

### Die liturgischen Gewänder im Zisterzienserritus

#### Die Frühzeit des Ordens
Die ersten legislativen Dokumente der Zisterzienser geben einen guten Überblick über die liturgischen Gewänder und ihre Beschaffenheit. Demnach fanden Verwendung in der Liturgie: Humerale (Schultertuch) und Albe aus Leinen, Stola und Manipel aus Seide, Messgewand bzw. Kasel aus Baumwolle oder Leinen. Auf Rauchmantel, diakonale Dalmatik und subdiakonale Tunika verzichtete man ganz. Ein Zingulum zum Schürzen der Albe wird nicht erwähnt; die Ecclesiastica Officia (Kap. 53,1) sagen jedoch, dass allen Zelebranten an Festtagen von den Hebdomadaren der Vorwoche beim Ankleiden geholfen werden soll. Das wird sich vor allem auf das Anlegen und Schürzen der Albe beziehen, die über dem Mönchsgewand, der Kukulle, getragen wurde.
Alle liturgischen Gewänder sollten ohne Gold- und Silberverzierungen gearbeitet sein. Extra Erwähnung finden hier auch Schultertuch und Albe, die dem Brauch entsprechend an den Säumen Schmuck aufweisen konnten. Das für alle liturgischen Verrichtungen vorgeschriebene Gewand war die Albe. Sie konnte allerdings gegebenenfalls bei bestimmten Verrichtungen (z. B. bei liturgischen Handreichungen) entfallen. In diesem Fall wurde nur die Kukulle getragen. Das Messgewand (casula) ist so gearbeitet, dass es den Körper des Zelebranten ganz umschließt. Eine Vorschrift liest sich deshalb folgendermaßen: „Danach (…) verneigt [der Priester] sich und geht hinaus, mit herabgelassenem Messgewand, das er vor der Messe auf dem Weg zum Altar über den Armen hochgerafft getragen hatte.“ Die heute im römischen Ritus gebräuchlichen liturgischen Farben für die Gewänder waren den Zisterziensern (sogar bis in die Barockzeit) unbekannt. Als Seitenkapellen in der Zisterzienserkirche allgemein üblich wurden, befand sich dort (oder in der Sakristei) auch jeweils ein Messgewand, das bei jeder Eucharistiefeier benutzt wurde.

## Ausblick
Der mittelalterliche Zisterzienserritus wurde nach dem Trienter Konzil weitestgehend aufgegeben. Am 7. Februar 1871 bestätigte Papst Pius IX. mit dem Breve Quae a sanctissimis die Rechtmäßigkeit der damals gebräuchlichen Ordensliturgie. Von 1950 bis 1970 wurde in den Abteien Hauterive und Kloster Boquen eine Rekonstruktion des mittelalterlichen Ordensritus versucht. Auch wenn den alten Zisterzienserritus derzeit kein Kloster praktiziert, ist er rechtlich nicht erloschen. Während für diese auf das Burgund des 12. Jahrhunderts zurückzuführende Ritusform die lebendige Tradition abgerissen ist, wird hingegen der bis zum Zweiten Vatikanischen Konzil gebräuchliche und historisch gewachsene Ordensritus heute noch in der tschechischen Zisterzienserabtei Stift Vyssi Brod gepflegt. Der Zisterzienserritus als ein lateinischer Ritus wird oft und wurde schon lange totgesagt. Die Existenz eines eigenen Ritus war manches Mal – je nach Position und Neigung – bei den römischen Dikasterien zum Objekt spitzfindiger und gelehrter Eingaben geworden. Der ritus cisterciensis als spezifisch monastischer Ausdruck einer besonderen Lebensform ist heute als ein Zeichen gelebter Orthopraxie anzusehen, die vieles bewahren konnte, was ungünstige Umstände und menschliche Schwäche im Glaubensleben der Kirchen hat untergehen lassen.